# Backmon
Backmon är ett naturreservat i Gagnefs kommun i Dalarnas län.
Området är naturskyddat sedan 2002 och är 15 hektar stort. Reservatet består av lövskog på gammal inägomark i sluttningen ner mot Dalälven.